# Lavernat
Lavernat – miejscowość i gmina we Francji, w regionie Kraj Loary, w departamencie Sarthe.
Według danych na rok 1990 gminę zamieszkiwało 399 osób, a gęstość zaludnienia wynosiła 18 osób/km² (wśród 1504 gmin Kraju Loary Lavernat plasuje się na 910. miejscu pod względem liczby ludności, natomiast pod względem powierzchni na miejscu 481.).